# Георги Петрушев
Георги Петрушев (Петрушов) Кочев (Кочов) е български революционер, деец на Вътрешната македоно-одринска революционна организация.

## Биография
Роден е в 1883 година В 1904 година се присъединява към ВМОРО и през пролетта на същата година заминава като четник в Македония с ресенския войвода Бончо Василев. По поръчение от София в Прекопана се присъединява към четата на костурския войвода Кузо Попов Блатски. Участва в сражения - в сражение с гръцка чета над село Прекопана и с друга в самото село, с турски аскер в село Куманичево, в село Габреш и край Преспанското езеро.
На 1 март 1943 година, като жител на Варна, подава молба за българска народна пенсия, която е одобрена и пенсията е отпусната от Министерския съвет на Царство България.